# ألكسندر رايشنبرج
ألكسندر برينس فريدريك رامبرشت رايشنبرج (13 يونيو 1992 - 5 مايو 2024) كان مهاجمًا سويديًا نرويجيًا محترفًا في هوكي الجليد ولعب آخر مرة مع فريق آي كيه أوسكارسهامن في دوري الهوكي السويدي (SHL) والمنتخب النرويجي. توفي رايشنبرج في 5 مايو 2024 عن عمر يناهز 31 عامًا.

## سيرة عملية
أثناء ولادته في مورا، السويد، بدأ رايشنبرج مسيرته الاحترافية مع نادي مسقط رأسه، ليلهامر إي كي، في غيت-ليغاين (GET) خلال موسم 2008-2009.
لعب موسمين مع النادي المنافس ستورهامر إيشوكي وسافر إلى الخارج لموسم 2017–18 مع سبارتا براها من الدوري التشيكي. عاد رايشنبرج إلى ليلهامر في 1 سبتمبر 2018.